# Tournoi masculin de football aux Jeux olympiques d'été de 2016
Cet article traite de l'épreuve masculine. Pour la compétition féminine, voir Tournoi féminin de football aux Jeux olympiques d'été de 2016.
Pour un article plus général, voir Football aux Jeux olympiques d'été de 2016.
Navigation
Londres 2012 Tokyo 2020
Le football est un des vingt-huit sports officiels aux Jeux olympiques de 2016. La compétition masculine réunit seize participants et comprend quatre groupes de quatre équipes au premier tour, suivi de quarts de finale, demi-finales et finales du 4 au 20 août 2016.
Cette épreuve accessible aux joueurs professionnels est réservée aux moins de 23 ans depuis les Jeux olympiques de 1992, chaque équipe dispose de dix-huit joueurs sélectionnés, dont pas plus de trois nés avant le 1er janvier 1993.
Quinze équipes se sont qualifiées par l'intermédiaire de plusieurs éliminatoires, le Brésil étant qualifié d'office en tant que hôte des Jeux olympiques. Les quatre demi-finalistes de l'édition précédente sont présents, à savoir le Mexique champion olympique en titre, le Brésil finaliste, la Corée du Sud et le Japon. La sélection fidjienne est la seule à faire ses débuts dans le tournoi olympique.

## Acteurs et stades

### Stades retenus
Sept stades de six villes brésiliennes accueillent les matchs des deux tournois olympiques.
|                                                                  | Brasilia                                                               | São Paulo                                                              |
| Estádio Nacional                                                 | Arena Corinthians                                                      |                                                                        |
| Capacité : 69 349                                                | Capacité : 48 234                                                      |                                                                        |
|                                                                  |                                                                        |                                                                        |
| Belo Horizonte                                                   | \| Belo Horizonte Brasilia Manaus Salvador Rio de Janeiro São Paulo \| | \| Belo Horizonte Brasilia Manaus Salvador Rio de Janeiro São Paulo \| |
| Mineirão                                                         | \| Belo Horizonte Brasilia Manaus Salvador Rio de Janeiro São Paulo \| | \| Belo Horizonte Brasilia Manaus Salvador Rio de Janeiro São Paulo \| |
| Capacité : 58 170                                                | \| Belo Horizonte Brasilia Manaus Salvador Rio de Janeiro São Paulo \| | \| Belo Horizonte Brasilia Manaus Salvador Rio de Janeiro São Paulo \| |
|                                                                  | \| Belo Horizonte Brasilia Manaus Salvador Rio de Janeiro São Paulo \| | \| Belo Horizonte Brasilia Manaus Salvador Rio de Janeiro São Paulo \| |
| Salvador                                                         | \| Belo Horizonte Brasilia Manaus Salvador Rio de Janeiro São Paulo \| | \| Belo Horizonte Brasilia Manaus Salvador Rio de Janeiro São Paulo \| |
| Itaipava Arena Fonte Nova                                        | \| Belo Horizonte Brasilia Manaus Salvador Rio de Janeiro São Paulo \| | \| Belo Horizonte Brasilia Manaus Salvador Rio de Janeiro São Paulo \| |
| Capacité : 51 700                                                | \| Belo Horizonte Brasilia Manaus Salvador Rio de Janeiro São Paulo \| | \| Belo Horizonte Brasilia Manaus Salvador Rio de Janeiro São Paulo \| |
|                                                                  | \| Belo Horizonte Brasilia Manaus Salvador Rio de Janeiro São Paulo \| | \| Belo Horizonte Brasilia Manaus Salvador Rio de Janeiro São Paulo \| |
| Manaus                                                           | Rio de Janeiro                                                         | Rio de Janeiro                                                         |
| Arena da Amazônia                                                | Stade olympique                                                        | Stade Maracanã                                                         |
| Capacité : 40 549                                                | Capacité : 60 000                                                      | Capacité : 74 738                                                      |
|                                                                  |                                                                        |                                                                        |
| Belo Horizonte Brasilia Manaus Salvador Rio de Janeiro São Paulo |                                                                        |                                                                        |

### Qualification
Chaque Comité national olympique peut engager une seule équipe dans la compétition.
| Tournoi qualificatif                                 | Date                         | Lieu                      | Places | Qualifiés                         |
| ---------------------------------------------------- | ---------------------------- | ------------------------- | ------ | --------------------------------- |
| Pays organisateur                                    |                              |                           | 1      | Brésil                            |
| Euro espoirs 2015                                    | 17-30 juin 2015              | Tchéquie                  | 4      | Allemagne Danemark Portugal Suède |
| Coupe d'Afrique des nations des moins de 23 ans 2015 | 28 novembre-12 décembre 2015 | Sénégal                   | 3      | Algérie Nigeria Afrique du Sud    |
| Championnat d'Asie de football des moins de 23 ans   | 12-30 janvier 2016           | Qatar                     | 3      | Corée du Sud Japon Irak           |
| Tournoi pré-olympique CONCACAF                       | 1-13 octobre 2015            | États-Unis                | 2      | Honduras Mexique                  |
| Championnat sud-américain des moins de 20 ans 2015   | 14 janvier-7 février 2015    | Uruguay                   | 1      | Argentine                         |
| Jeux du Pacifique de 2015 (en)                       | 3-17 juillet 2015            | Papouasie-Nouvelle-Guinée | 1      | Fidji                             |
| Barrage CONCACAF-CONMEBOL (États-Unis/Colombie)      | 21-29 mars 2016              | Aller-retour              | 1      | Colombie                          |
| Total                                                |                              |                           | 16     |                                   |

### Tirage au sort
Le tirage au sort de la phase finale des Jeux olympiques de Rio de Janeiro a lieu le 14 avril 2016 au Maracanã,.
Le 6 avril 2016, la FIFA annonce la composition des groupes.
| Pot A     | Pot B        | Pot C          | Pot D     |
| --------- | ------------ | -------------- | --------- |
| Brésil    | Nigeria      | Suède          | Algérie   |
| Argentine | Corée du Sud | Fidji          | Colombie  |
| Mexique   | Honduras     | Portugal       | Danemark  |
| Japon     | Irak         | Afrique du Sud | Allemagne |

## Premier tour
Il s'agit du même format que celui utilisé depuis 1976. Les seize équipes sont réparties en quatre groupes de quatre. Chacune affronte les trois autres de son groupe. À l'issue des trois journées, les deux premières de chaque groupe se qualifient pour les quarts de finale.
Chaque équipe reçoit trois points pour une victoire et un pour un match nul. En cas d'égalité de points entre équipes dans un groupe, elles sont départagées comme suit :
1. la meilleure différence de buts ;
2. le plus grand nombre de buts marqués ;
3. le plus grand nombre de points obtenus dans les matches de groupe entre les équipes concernées ;
4. la différence de buts particulière dans les matches de groupe entre les équipes concernées ;
5. le plus grand nombre de buts marqués dans les matches de groupe entre les équipes concernées ;

### Groupe A

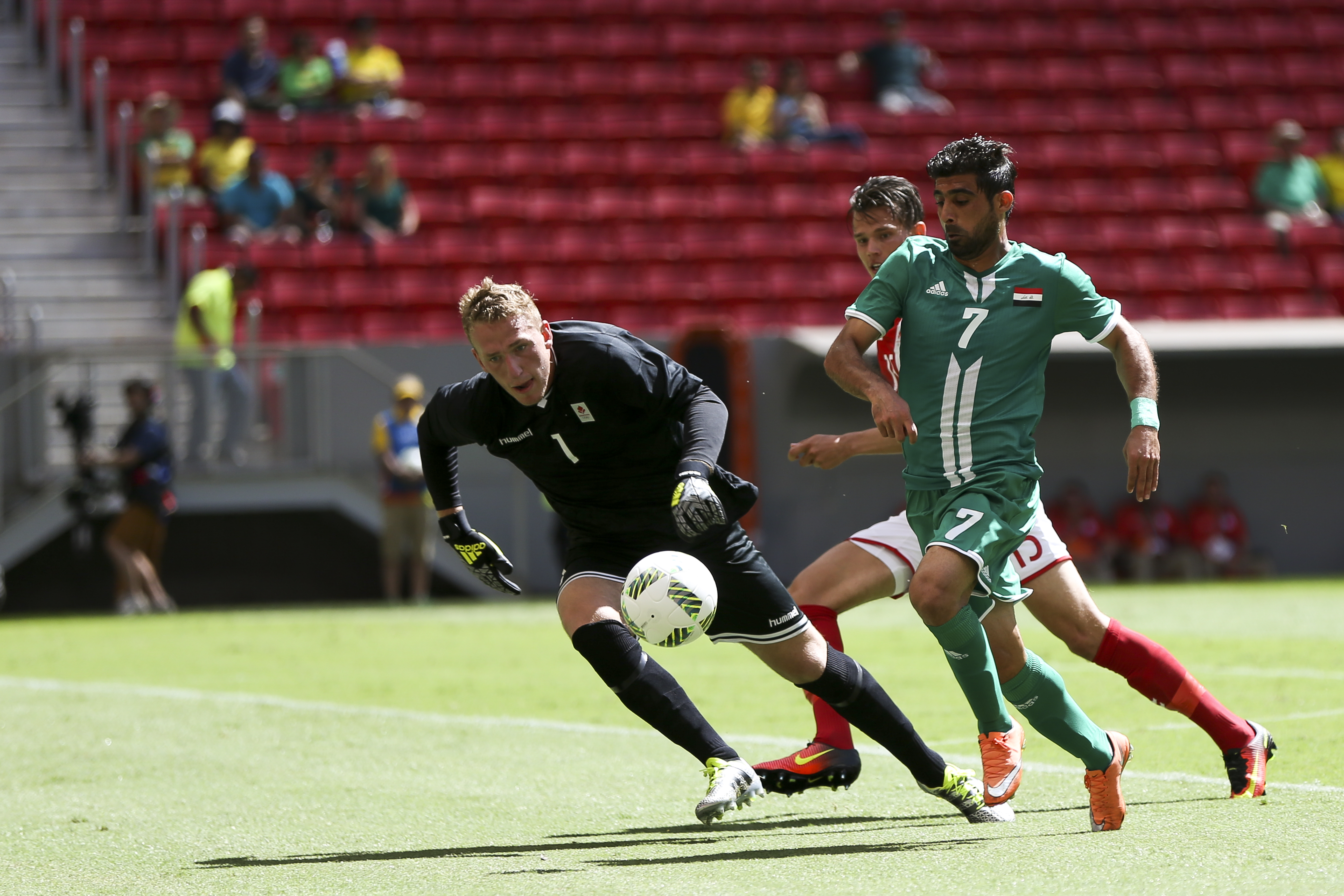
Le joueur irakien Hammadi Ahmad face au gardien danois Jeppe Højbjerg lors du match Irak-Danemark (0-0).

| Rang | Équipe         | Pts | J | G | N | P | Bp | Bc | Diff |
| ---- | -------------- | --- | - | - | - | - | -- | -- | ---- |
| 1    | Brésil         | 5   | 3 | 1 | 2 | 0 | 4  | 0  | +4   |
| 2    | Danemark       | 4   | 3 | 1 | 1 | 1 | 1  | 4  | -3   |
| 3    | Irak           | 3   | 3 | 0 | 3 | 0 | 1  | 1  | 0    |
| 4    | Afrique du Sud | 2   | 3 | 0 | 2 | 1 | 1  | 2  | -1   |

1re journée
| 4 août 2016       | Irak | 0 - 0   | Danemark | | |
| 13h00 (UTC−03:00) | | (0 - 0) | | Estádio Nacional Mané-Garrincha, Brasilia Spectateurs : 18 000 Arbitrage : César Arturo Ramos Arbitres assistants : Miguel Hernández Marvin Torrentera Quatrième arbitre : Gehad Grisha | Estádio Nacional Mané-Garrincha, Brasilia Spectateurs : 18 000 Arbitrage : César Arturo Ramos Arbitres assistants : Miguel Hernández Marvin Torrentera Quatrième arbitre : Gehad Grisha |
| 13h00 (UTC−03:00) | Rapport |         | | Estádio Nacional Mané-Garrincha, Brasilia Spectateurs : 18 000 Arbitrage : César Arturo Ramos Arbitres assistants : Miguel Hernández Marvin Torrentera Quatrième arbitre : Gehad Grisha | Estádio Nacional Mané-Garrincha, Brasilia Spectateurs : 18 000 Arbitrage : César Arturo Ramos Arbitres assistants : Miguel Hernández Marvin Torrentera Quatrième arbitre : Gehad Grisha |
| 13h00 (UTC−03:00) | Hameed () · Ibrahim 54e · Nadhim · Adnan · Ahmad ( 65e Abdul-Raheem) · Hosni ( 66e Kamel) · Tariq · Karim · Ismail · Abdul-Amir · Attwan | Équipes | Højbjerg () · Desler · Gomes · Blåbjerg · Maxsø · Vibe · Brock-Madsen ( 79e Bruun Larsen) · Børsting · Nielsen ( 60e E. Larsen) · Gregor · Jønsson 77e ( 85e K. Larsen) | Estádio Nacional Mané-Garrincha, Brasilia Spectateurs : 18 000 Arbitrage : César Arturo Ramos Arbitres assistants : Miguel Hernández Marvin Torrentera Quatrième arbitre : Gehad Grisha | Estádio Nacional Mané-Garrincha, Brasilia Spectateurs : 18 000 Arbitrage : César Arturo Ramos Arbitres assistants : Miguel Hernández Marvin Torrentera Quatrième arbitre : Gehad Grisha |

| 4 août 2016       | Brésil | 0 - 0   | Afrique du Sud | | |
| 16h00 (UTC−03:00) | | (0 - 0) | | Estádio Nacional Mané-Garrincha, Brasilia Spectateurs : 69 389 Arbitrage : Antonio Mateu Lahoz Arbitres assistants : Pau Cebrián Devis Roberto Díaz Pérez Quatrième arbitre : Cüneyt Çakır | Estádio Nacional Mané-Garrincha, Brasilia Spectateurs : 69 389 Arbitrage : Antonio Mateu Lahoz Arbitres assistants : Pau Cebrián Devis Roberto Díaz Pérez Quatrième arbitre : Cüneyt Çakır |
| 16h00 (UTC−03:00) | Rapport |         | | Estádio Nacional Mané-Garrincha, Brasilia Spectateurs : 69 389 Arbitrage : Antonio Mateu Lahoz Arbitres assistants : Pau Cebrián Devis Roberto Díaz Pérez Quatrième arbitre : Cüneyt Çakır | Estádio Nacional Mané-Garrincha, Brasilia Spectateurs : 69 389 Arbitrage : Antonio Mateu Lahoz Arbitres assistants : Pau Cebrián Devis Roberto Díaz Pérez Quatrième arbitre : Cüneyt Çakır |
| 16h00 (UTC−03:00) | Weverton () · Zeca · Caio · Marquinhos 90+3e · Augusto ( 67e Rafinha) · Santos ( 84e William) · Gabriel · Neymar · Jesus · Maia 73e · Anderson ( 60e Luan) | Équipes | Khune () · Matholo 90e · Mvala 56e, 59e · Coetzee · Masuku ( 58e Morris) · Dolly · Modiba ( 70e Ntshangase) · Mothiba · Mobara · Motupa · Mekoa | Estádio Nacional Mané-Garrincha, Brasilia Spectateurs : 69 389 Arbitrage : Antonio Mateu Lahoz Arbitres assistants : Pau Cebrián Devis Roberto Díaz Pérez Quatrième arbitre : Cüneyt Çakır | Estádio Nacional Mané-Garrincha, Brasilia Spectateurs : 69 389 Arbitrage : Antonio Mateu Lahoz Arbitres assistants : Pau Cebrián Devis Roberto Díaz Pérez Quatrième arbitre : Cüneyt Çakır |

2e journée
| 7 août 2016       | Danemark        | 1 - 0   | Afrique du Sud |                                                                  |                                                                  |
| 19h00 (UTC−03:00) | Robert Skov 69e | (0 - 0) |                | Estádio Nacional Mané-Garrincha, Brasilia Arbitrage : Ryūji Satō | Estádio Nacional Mané-Garrincha, Brasilia Arbitrage : Ryūji Satō |
| 19h00 (UTC−03:00) | Rapport         |         |                | Estádio Nacional Mané-Garrincha, Brasilia Arbitrage : Ryūji Satō | Estádio Nacional Mané-Garrincha, Brasilia Arbitrage : Ryūji Satō |

| 7 août 2016       | Brésil  | 0 - 0   | Irak |                                           |                                           |
| 22h00 (UTC−03:00) |         | (0 - 0) |      | Estádio Nacional Mané-Garrincha, Brasilia | Estádio Nacional Mané-Garrincha, Brasilia |
| 22h00 (UTC−03:00) | Rapport |         |      | Estádio Nacional Mané-Garrincha, Brasilia | Estádio Nacional Mané-Garrincha, Brasilia |

3e journée
| 10 août 2016      | Danemark | 0 - 4   | Brésil                                                 |                                     |                                     |
| 22h00 (UTC−03:00) |          | (0 - 2) | 26e 80e Gabriel Barbosa · 40e Gabriel Jesus · 50e Luan | Itaipava Arena Fonte Nova, Salvador | Itaipava Arena Fonte Nova, Salvador |
| 22h00 (UTC−03:00) | Rapport  |         |                                                        | Itaipava Arena Fonte Nova, Salvador | Itaipava Arena Fonte Nova, Salvador |

| 10 août 2016      | Afrique du Sud | 1 - 1   | Irak            |                              |                              |
| 22h00 (UTC−03:00) | Gift Motupa 6e | (1 - 1) | 14e Saad Luaibi | Arena Corinthians, São Paulo | Arena Corinthians, São Paulo |
| 22h00 (UTC−03:00) | Rapport        |         |                 | Arena Corinthians, São Paulo | Arena Corinthians, São Paulo |

### Groupe B
| Rang | Équipe   | Pts | J | G | N | P | Bp | Bc | Diff |
| ---- | -------- | --- | - | - | - | - | -- | -- | ---- |
| 1    | Nigeria  | 6   | 3 | 2 | 0 | 1 | 6  | 6  | 0    |
| 2    | Colombie | 5   | 3 | 1 | 2 | 0 | 6  | 4  | +2   |
| 3    | Japon    | 4   | 3 | 1 | 1 | 1 | 7  | 7  | 0    |
| 4    | Suède    | 1   | 3 | 0 | 1 | 2 | 2  | 4  | -2   |

1re journée
| 4 août 2016       | Suède | 2 - 2   | Colombie | | |
| 18h00 (UTC−04:00) | Mikael Ishak 43e · Astrit Ajdarević 62e | (1 - 1) | 17e Teófilo Gutiérrez · 75e (pen.) Dorlan Pabón | Arena da Amazônia, Manaus Spectateurs : 29 996 Arbitrage : Fahad Al-Mirdasi Arbitres assistants : Mohammed Al-Abakry Abdullah Al-Shalwai Quatrième arbitre : Joseph Lamptey | Arena da Amazônia, Manaus Spectateurs : 29 996 Arbitrage : Fahad Al-Mirdasi Arbitres assistants : Mohammed Al-Abakry Abdullah Al-Shalwai Quatrième arbitre : Joseph Lamptey |
| 18h00 (UTC−04:00) | Rapport |         | | Arena da Amazônia, Manaus Spectateurs : 29 996 Arbitrage : Fahad Al-Mirdasi Arbitres assistants : Mohammed Al-Abakry Abdullah Al-Shalwai Quatrième arbitre : Joseph Lamptey | Arena da Amazônia, Manaus Spectateurs : 29 996 Arbitrage : Fahad Al-Mirdasi Arbitres assistants : Mohammed Al-Abakry Abdullah Al-Shalwai Quatrième arbitre : Joseph Lamptey |
| 18h00 (UTC−04:00) | Linde () · Lundqvist · Milošević · Nilsson · Konate · Khalili · Tibbling · Fransson · Quaison ( 78e Sema) · Ajdarević ( 90+2e Berisha) · Ishak ( 86e Tanković) | Équipes | Bonilla () · Tesillo · D. Balanta 48e · Machado · Pabón · Borja ( 65e K. Balanta) · Gutiérrez · Roa ( 65e Preciado) · Palacios 50e · Pérez 83e · Barrios | Arena da Amazônia, Manaus Spectateurs : 29 996 Arbitrage : Fahad Al-Mirdasi Arbitres assistants : Mohammed Al-Abakry Abdullah Al-Shalwai Quatrième arbitre : Joseph Lamptey | Arena da Amazônia, Manaus Spectateurs : 29 996 Arbitrage : Fahad Al-Mirdasi Arbitres assistants : Mohammed Al-Abakry Abdullah Al-Shalwai Quatrième arbitre : Joseph Lamptey |

| 4 août 2016       | Nigeria | 5 - 4   | Japon | | |
| 21h00 (UTC−04:00) | Umar Sadiq 6e · Oghenekaro Etebo 10e 42e 51e (pen.) 66e | (3 - 2) | 9e (pen.) Shinzo Koroki · 12e Takumi Minamino · 70e Takuma Asano · 90+5e Musashi Suzuki                                                              | Arena da Amazônia, Manaus Spectateurs : 29 996 Arbitrage : Clément Turpin Arbitres assistants : Frédéric Cano Nicolas Danos Quatrième arbitre : Diego Haro | Arena da Amazônia, Manaus Spectateurs : 29 996 Arbitrage : Clément Turpin Arbitres assistants : Frédéric Cano Nicolas Danos Quatrième arbitre : Diego Haro |
| 21h00 (UTC−04:00) | Rapport |         | | Arena da Amazônia, Manaus Spectateurs : 29 996 Arbitrage : Clément Turpin Arbitres assistants : Frédéric Cano Nicolas Danos Quatrième arbitre : Diego Haro | Arena da Amazônia, Manaus Spectateurs : 29 996 Arbitrage : Clément Turpin Arbitres assistants : Frédéric Cano Nicolas Danos Quatrième arbitre : Diego Haro |
| 21h00 (UTC−04:00) | Daniel () · Sincere · Abdullahi · Troost-Ekong · Etebo · Ezekiel ( 78e Udo) · Obi Mikel ( 87e Saliu) · Sadiq · Okechukwu · Amuzie 7e · Mohammed ( 73e Madu) | Équipes | Kushibiki () · Muroya · Endo · Fujiharu · Ueda · Shiotani · Harakawa ( 52e Asano) · Oshima · Nakajima ( 76e Yajima · Koroki ( 70e Suzuki) · Minamino | Arena da Amazônia, Manaus Spectateurs : 29 996 Arbitrage : Clément Turpin Arbitres assistants : Frédéric Cano Nicolas Danos Quatrième arbitre : Diego Haro | Arena da Amazônia, Manaus Spectateurs : 29 996 Arbitrage : Clément Turpin Arbitres assistants : Frédéric Cano Nicolas Danos Quatrième arbitre : Diego Haro |

2e journée
| 7 août 2016       | Suède   | 0 - 1   | Nigeria        |                           |                           |
| 18h00 (UTC−04:00) |         | (0 - 1) | 40e Umar Sadiq | Arena da Amazônia, Manaus | Arena da Amazônia, Manaus |
| 18h00 (UTC−04:00) | Rapport |         |                | Arena da Amazônia, Manaus | Arena da Amazônia, Manaus |

| 7 août 2016       | Japon                                 | 2 - 2   | Colombie                                          |                           |                           |
| 21h00 (UTC−04:00) | Takuma Asano 67e · Shoya Nakajima 74e | (0 - 0) | 59e Teófilo Gutiérrez · 65e (csc) Hiroki Fujiharu | Arena da Amazônia, Manaus | Arena da Amazônia, Manaus |
| 21h00 (UTC−04:00) | Rapport                               |         |                                                   | Arena da Amazônia, Manaus | Arena da Amazônia, Manaus |

3e journée
| 10 août 2016      | Colombie                                       | 2 - 0   | Nigeria |                              |                              |
| 19h00 (UTC−03:00) | Teofilo Gutierrez 4e · Dorlan Pabon 63e (pen.) | (1 - 0) |         | Arena Corinthians, São Paulo | Arena Corinthians, São Paulo |
| 19h00 (UTC−03:00) | Rapport                                        |         |         | Arena Corinthians, São Paulo | Arena Corinthians, São Paulo |

| 10 août 2016      | Japon             | 1 - 0   | Suède |                                     |                                     |
| 19h00 (UTC−03:00) | Shinya Yajima 65e | (0 - 0) |       | Itaipava Arena Fonte Nova, Salvador | Itaipava Arena Fonte Nova, Salvador |
| 19h00 (UTC−03:00) | Rapport           |         |       | Itaipava Arena Fonte Nova, Salvador | Itaipava Arena Fonte Nova, Salvador |

### Groupe C
| Rang | Équipe       | Pts | J | G | N | P | Bp | Bc | Diff |
| ---- | ------------ | --- | - | - | - | - | -- | -- | ---- |
| 1    | Corée du Sud | 7   | 3 | 2 | 1 | 0 | 12 | 3  | +9   |
| 2    | Allemagne    | 5   | 3 | 1 | 2 | 0 | 15 | 5  | +10  |
| 3    | Mexique      | 4   | 3 | 1 | 1 | 1 | 7  | 4  | +3   |
| 4    | Fidji        | 0   | 3 | 0 | 0 | 3 | 1  | 23 | -22  |

1re journée
| 4 août 2016       | Mexique | 2 - 2   | Allemagne | | |
| 17h00 (UTC−03:00) | Oribe Peralta 52e · Rodolfo Pizarro 62e | (0 - 0) | 58e Serge Gnabry · 78e Matthias Ginter | Itaipava Arena Fonte Nova, Salvador Spectateurs : 16 500 Arbitrage : Alireza Faghani Arbitres assistants : Mohammadreza Mansouri Reza Sokhandan Quatrième arbitre : Ovidiu Hațegan | Itaipava Arena Fonte Nova, Salvador Spectateurs : 16 500 Arbitrage : Alireza Faghani Arbitres assistants : Mohammadreza Mansouri Reza Sokhandan Quatrième arbitre : Ovidiu Hațegan |
| 17h00 (UTC−03:00) | Rapport |         | | Itaipava Arena Fonte Nova, Salvador Spectateurs : 16 500 Arbitrage : Alireza Faghani Arbitres assistants : Mohammadreza Mansouri Reza Sokhandan Quatrième arbitre : Ovidiu Hațegan | Itaipava Arena Fonte Nova, Salvador Spectateurs : 16 500 Arbitrage : Alireza Faghani Arbitres assistants : Mohammadreza Mansouri Reza Sokhandan Quatrième arbitre : Ovidiu Hațegan |
| 17h00 (UTC−03:00) | Talavera () · Abella · Montes · Pérez · Torres · Pizarro ( 81e Cisneros) · Lozano ( 83e Guzmán) · Peralta ( 74e Torres) · Bueno · Salcedo · Gutiérrez | Équipes | Horn () · Toljan · Klostermann · Ginter · Süle · S. Bender · Myeyer ( 89e Christiansen) · L. Bender 26e · Selke ( 84e Petersen) · Goretzka ( 28e Gnabry) · Brandt | Itaipava Arena Fonte Nova, Salvador Spectateurs : 16 500 Arbitrage : Alireza Faghani Arbitres assistants : Mohammadreza Mansouri Reza Sokhandan Quatrième arbitre : Ovidiu Hațegan | Itaipava Arena Fonte Nova, Salvador Spectateurs : 16 500 Arbitrage : Alireza Faghani Arbitres assistants : Mohammadreza Mansouri Reza Sokhandan Quatrième arbitre : Ovidiu Hațegan |

| 4 août 2016       | Fidji | 0 - 8   | Corée du Sud | | |
| 20h00 (UTC−03:00) | | (0 - 1) | 32e 63e 90+3e Ryu Seung-woo · 62e 63e Kwon Chang-hoon · 72e (pen.) Son Heung-min · 77e 90e Suk Hyun-jun             | Itaipava Arena Fonte Nova, Salvador Spectateurs : 16 000 Arbitrage : Malang Diedhiou Arbitres assistants : Djibril Camara El Hadji Malick Samba Quatrième arbitre : Néstor Pitana | Itaipava Arena Fonte Nova, Salvador Spectateurs : 16 000 Arbitrage : Malang Diedhiou Arbitres assistants : Djibril Camara El Hadji Malick Samba Quatrième arbitre : Néstor Pitana |
| 20h00 (UTC−03:00) | Rapport |         | | Itaipava Arena Fonte Nova, Salvador Spectateurs : 16 000 Arbitrage : Malang Diedhiou Arbitres assistants : Djibril Camara El Hadji Malick Samba Quatrième arbitre : Néstor Pitana | Itaipava Arena Fonte Nova, Salvador Spectateurs : 16 000 Arbitrage : Malang Diedhiou Arbitres assistants : Djibril Camara El Hadji Malick Samba Quatrième arbitre : Néstor Pitana |
| 20h00 (UTC−03:00) | Tamanisau () · Naidu · Baravilala ( 67e Waqa) · Dreloa 71e · Tuivuna · Chand · Hughes ( 67e Khem) · Krishna · Singh · Waranaivalu ( 79e Nakalevu) · Verevou | Équipes | Gu () · Sim · Lee S. · Choi 3e · Jang · Moon · Ryu · Hwang ( 69e Suk) · Jeong · Kwon ( 70e Son) · Lee C. ( 80e Kim) | Itaipava Arena Fonte Nova, Salvador Spectateurs : 16 000 Arbitrage : Malang Diedhiou Arbitres assistants : Djibril Camara El Hadji Malick Samba Quatrième arbitre : Néstor Pitana | Itaipava Arena Fonte Nova, Salvador Spectateurs : 16 000 Arbitrage : Malang Diedhiou Arbitres assistants : Djibril Camara El Hadji Malick Samba Quatrième arbitre : Néstor Pitana |

2e journée
| 7 août 2016       | Fidji           | 1 - 5   | Mexique                                              |                                     |                                     |
| 13h00 (UTC−03:00) | Roy Krishna 10e | (1 - 0) | 48e 55e 58e 73e Erick Gutiérrez · 67e Carlos Salcedo | Itaipava Arena Fonte Nova, Salvador | Itaipava Arena Fonte Nova, Salvador |
| 13h00 (UTC−03:00) | Rapport         |         |                                                      | Itaipava Arena Fonte Nova, Salvador | Itaipava Arena Fonte Nova, Salvador |

| 7 août 2016       | Allemagne                                | 3 - 3   | Corée du Sud                                              |                                     |                                     |
| 16h00 (UTC−03:00) | Serge Gnabry 33e 90+2e · Davie Selke 55e | (1 - 1) | 25e Hwang Hee-chan · 57e Son Heung-min · 86e Suk Hyun-jun | Itaipava Arena Fonte Nova, Salvador | Itaipava Arena Fonte Nova, Salvador |
| 16h00 (UTC−03:00) | Rapport                                  |         |                                                           | Itaipava Arena Fonte Nova, Salvador | Itaipava Arena Fonte Nova, Salvador |

3e journée
| 10 août 2016      | Allemagne                                                                              | 10 - 0  | Fidji |                          |                          |
| 16h00 (UTC−03:00) | Serge Gnabry 8e 45e · Nils Petersen 14e 33e 40e 60e (pen.) 70e · Max Meyer 30e 49e 52e | (6 - 0) |       | Mineirão, Belo Horizonte | Mineirão, Belo Horizonte |
| 16h00 (UTC−03:00) | Rapport                                                                                |         |       | Mineirão, Belo Horizonte | Mineirão, Belo Horizonte |

| 10 août 2016      | Corée du Sud        | 1 - 0   | Mexique |                                           |                                           |
| 16h00 (UTC−03:00) | Kwon Chang-hoon 73e | (0 - 0) |         | Estádio Nacional Mané-Garrincha, Brasilia | Estádio Nacional Mané-Garrincha, Brasilia |
| 16h00 (UTC−03:00) | Rapport             |         |         | Estádio Nacional Mané-Garrincha, Brasilia | Estádio Nacional Mané-Garrincha, Brasilia |

### Groupe D
| Rang | Équipe    | Pts | J | G | N | P | Bp | Bc | Diff |
| ---- | --------- | --- | - | - | - | - | -- | -- | ---- |
| 1    | Portugal  | 7   | 3 | 2 | 1 | 0 | 5  | 2  | +3   |
| 2    | Honduras  | 4   | 3 | 1 | 1 | 1 | 5  | 5  | 0    |
| 3    | Argentine | 4   | 3 | 1 | 1 | 1 | 3  | 4  | -1   |
| 4    | Algérie   | 1   | 3 | 0 | 1 | 2 | 4  | 6  | -2   |

1re journée
| 4 août 2016       | Honduras | 3 - 2   | Algérie | | |
| 15h00 (UTC−03:00) | Romell Quioto 13e · Marcelo Pereira 33e · Anthony Lozano 79e                                                                                         | (2 - 0) | 68e Sofiane Bendebka · 85e Baghdad Bounedjah | Stade olympique, Rio de Janeiro Spectateurs : 20 000 Arbitrage : Sandro Ricci Arbitres assistants : Emerson de Carvalho Marcelo Van Gasse Quatrième arbitre : Ryūji Satō | Stade olympique, Rio de Janeiro Spectateurs : 20 000 Arbitrage : Sandro Ricci Arbitres assistants : Emerson de Carvalho Marcelo Van Gasse Quatrième arbitre : Ryūji Satō |
| 15h00 (UTC−03:00) | Rapport |         | | Stade olympique, Rio de Janeiro Spectateurs : 20 000 Arbitrage : Sandro Ricci Arbitres assistants : Emerson de Carvalho Marcelo Van Gasse Quatrième arbitre : Ryūji Satō | Stade olympique, Rio de Janeiro Spectateurs : 20 000 Arbitrage : Sandro Ricci Arbitres assistants : Emerson de Carvalho Marcelo Van Gasse Quatrième arbitre : Ryūji Satō |
| 15h00 (UTC−03:00) | López () · Pereira · Álvarez · Vargas · Acosta ( 86e Paz) · Palacios 88e · Lozano · Quioto · Banegas ( 78e Espinal) · García · Elis ( 67e Benavídez) | Équipes | Chaâl () · Demmou · Kenniche ( 30e Abdellaoui) · Bounedjah 58e · Belkebla 90+1e · Benkablia ( 60e Meziane) · Haddouche · Benguit · Bendebka · Ferhani · Aït-Atmane ( 71e Darfalou) | Stade olympique, Rio de Janeiro Spectateurs : 20 000 Arbitrage : Sandro Ricci Arbitres assistants : Emerson de Carvalho Marcelo Van Gasse Quatrième arbitre : Ryūji Satō | Stade olympique, Rio de Janeiro Spectateurs : 20 000 Arbitrage : Sandro Ricci Arbitres assistants : Emerson de Carvalho Marcelo Van Gasse Quatrième arbitre : Ryūji Satō |

| 4 août 2016       | Portugal | 2 - 0   | Argentine | | |
| 18h00 (UTC−03:00) | Gonçalo Paciência 66e · Pité 84e | (0 - 0) | | Stade olympique, Rio de Janeiro Spectateurs : 37 407 Arbitrage : Walter Lopez Arbitres assistants : Leonel Leal Gerson Lopez Quatrième arbitre : Matthew Conger | Stade olympique, Rio de Janeiro Spectateurs : 37 407 Arbitrage : Walter Lopez Arbitres assistants : Leonel Leal Gerson Lopez Quatrième arbitre : Matthew Conger |
| 18h00 (UTC−03:00) | Rapport |         | | Stade olympique, Rio de Janeiro Spectateurs : 37 407 Arbitrage : Walter Lopez Arbitres assistants : Leonel Leal Gerson Lopez Quatrième arbitre : Matthew Conger | Stade olympique, Rio de Janeiro Spectateurs : 37 407 Arbitrage : Walter Lopez Arbitres assistants : Leonel Leal Gerson Lopez Quatrième arbitre : Matthew Conger |
| 18h00 (UTC−03:00) | Varela () · Esgaio · Figueiredo 33e · Ié · Podstawski · Martins ( 76e Silva) · Oliveira 70e ( 71e Pité) · Paciência ( 81e Ilori) · Fernandes · Agra · Fonseca | Équipes | Rulli () · Gianetti 2e · Soto · Gómez · Cuesta · Ascacibar · Calleri · Correa ( 79e Simeone) · Magallán 56e ( 64e Pavón) · Martínez · Espinoza ( 72e Lo Celso) | Stade olympique, Rio de Janeiro Spectateurs : 37 407 Arbitrage : Walter Lopez Arbitres assistants : Leonel Leal Gerson Lopez Quatrième arbitre : Matthew Conger | Stade olympique, Rio de Janeiro Spectateurs : 37 407 Arbitrage : Walter Lopez Arbitres assistants : Leonel Leal Gerson Lopez Quatrième arbitre : Matthew Conger |

2e journée
| 7 août 2016       | Honduras         | 1 - 2   | Portugal                                      | | |
| 15h00 (UTC−03:00) | Alberth Elis 1re | (1 - 2) | 21e Tobias Figueiredo · 36e Gonçalo Paciência | Stade olympique, Rio de Janeiro Spectateurs : 32 928 Arbitrage : Roddy Zambrano Arbitres assistants : Christian Lescano Byron Romero Quatrième arbitre : César Ramos | Stade olympique, Rio de Janeiro Spectateurs : 32 928 Arbitrage : Roddy Zambrano Arbitres assistants : Christian Lescano Byron Romero Quatrième arbitre : César Ramos |
| 15h00 (UTC−03:00) | Rapport          |         |                                               | Stade olympique, Rio de Janeiro Spectateurs : 32 928 Arbitrage : Roddy Zambrano Arbitres assistants : Christian Lescano Byron Romero Quatrième arbitre : César Ramos | Stade olympique, Rio de Janeiro Spectateurs : 32 928 Arbitrage : Roddy Zambrano Arbitres assistants : Christian Lescano Byron Romero Quatrième arbitre : César Ramos |

| 7 août 2016       | Argentine                               | 2 - 1   | Algérie              | | |
| 18h00 (UTC−03:00) | Ángel Correa 47e · Jonathan Calleri 70e | (0 - 0) | 64e Sofiane Bendebka | Stade olympique, Rio de Janeiro Spectateurs : 37 450 Arbitrage : Cüneyt Çakır Arbitres assistants : Bahattin Duran Tarik Ongun Quatrième arbitre : Clément Turpin | Stade olympique, Rio de Janeiro Spectateurs : 37 450 Arbitrage : Cüneyt Çakır Arbitres assistants : Bahattin Duran Tarik Ongun Quatrième arbitre : Clément Turpin |
| 18h00 (UTC−03:00) | Rapport                                 |         |                      | Stade olympique, Rio de Janeiro Spectateurs : 37 450 Arbitrage : Cüneyt Çakır Arbitres assistants : Bahattin Duran Tarik Ongun Quatrième arbitre : Clément Turpin | Stade olympique, Rio de Janeiro Spectateurs : 37 450 Arbitrage : Cüneyt Çakır Arbitres assistants : Bahattin Duran Tarik Ongun Quatrième arbitre : Clément Turpin |

3e journée
| 10 août 2016      | Algérie               | 1 - 1   | Portugal              |                          |                          |
| 13h00 (UTC−03:00) | Mohamed Benkablia 30e | (1 - 1) | Gonçalo Paciência 25e | Mineirão, Belo Horizonte | Mineirão, Belo Horizonte |
| 13h00 (UTC−03:00) | Rapport               |         |                       | Mineirão, Belo Horizonte | Mineirão, Belo Horizonte |

| 10 août 2016      | Argentine               | 1 - 1   | Honduras                 |                                           |                                           |
| 13h00 (UTC−03:00) | Mauricio Martínez 90+3e | (0 - 0) | Anthony Lozano 75e (pen) | Estádio Nacional Mané-Garrincha, Brasilia | Estádio Nacional Mané-Garrincha, Brasilia |
| 13h00 (UTC−03:00) | Rapport                 |         |                          | Estádio Nacional Mané-Garrincha, Brasilia | Estádio Nacional Mané-Garrincha, Brasilia |

## Tableau final
Les matchs sont à élimination directe à partir des quarts de finale. En cas de match nul à la fin du temps réglementaire, une prolongation de deux fois quinze minutes est jouée. Si les deux équipes sont toujours à égalité à la fin de la prolongation, une séance de tirs au but permet de les départager.
|  | Quarts de finale        | Quarts de finale   |                         |                         | Demi-finales            | Demi-finales            |   |  | Finale                  | Finale                  |
|  | Quarts de finale        | Quarts de finale   |                         |                         | Demi-finales            | Demi-finales            |   |  | Finale                  | Finale                  |
|  |                         |                    |                         |                         |                         |                         |   |  |                         |                         |
|  | 13 août, São Paulo      | 13 août, São Paulo |                         |                         | 17 août, Rio de Janeiro | 17 août, Rio de Janeiro |   |  | 19 août, Rio de Janeiro | 19 août, Rio de Janeiro |
|  | 13 août, São Paulo      | 13 août, São Paulo |                         |                         | 17 août, Rio de Janeiro | 17 août, Rio de Janeiro |   |  | 19 août, Rio de Janeiro | 19 août, Rio de Janeiro |
|  | Brésil                  | 2                  |                         |                         | 17 août, Rio de Janeiro | 17 août, Rio de Janeiro |   |  | 19 août, Rio de Janeiro | 19 août, Rio de Janeiro |
|  | Brésil                  | 2                  |                         |                         | 17 août, Rio de Janeiro | 17 août, Rio de Janeiro |   |  | 19 août, Rio de Janeiro | 19 août, Rio de Janeiro |
|  | Colombie                | 0                  |                         |                         | 17 août, Rio de Janeiro | 17 août, Rio de Janeiro |   |  | 19 août, Rio de Janeiro | 19 août, Rio de Janeiro |
|  | Colombie                | 0                  | Brésil                  | 6                       |                         |                         |   |  | 19 août, Rio de Janeiro | 19 août, Rio de Janeiro |
|  | 13 août, Salvador       |                    | Brésil                  | 6                       |                         |                         |   |  | 19 août, Rio de Janeiro | 19 août, Rio de Janeiro |
|  |                         | Honduras           | 0                       |                         |                         |                         |   |  | 19 août, Rio de Janeiro | 19 août, Rio de Janeiro |
|  | Corée du Sud            | Honduras           | 0                       | 0                       |                         |                         |   |  | 19 août, Rio de Janeiro | 19 août, Rio de Janeiro |
|  | Corée du Sud            |                    |                         | 0                       |                         |                         |   |  | 19 août, Rio de Janeiro | 19 août, Rio de Janeiro |
|  | Honduras                | 1                  |                         |                         |                         |                         |   |  | 19 août, Rio de Janeiro | 19 août, Rio de Janeiro |
|  | Honduras                | 1                  | Brésil                  | 1ap (5)                 |                         |                         |   |  |                         |                         |
|  | 13 août, Belo Horizonte |                    | Brésil                  | 1ap (5)                 |                         |                         |   |  |                         |                         |
|  |                         | Allemagne          | 1 tab(4)                |                         |                         |                         |   |  |                         |                         |
|  | Nigeria                 | Allemagne          | 1 tab(4)                | 2                       |                         |                         |   |  |                         |                         |
|  | Nigeria                 | 17 août, São Paulo |                         | 2                       |                         |                         |   |  |                         |                         |
|  | Danemark                | 0                  |                         |                         |                         |                         |   |  |                         |                         |
|  | Danemark                | 0                  | Nigeria                 | 0                       |                         |                         |   |  |                         |                         |
|  | 13 août, Brasilia       | 13 août, Brasilia  | Nigeria                 | 0                       | Match pour la 3e place  | Match pour la 3e place  |   |  |                         |                         |
|  | 13 août, Brasilia       | 13 août, Brasilia  |                         | Allemagne               | Match pour la 3e place  | Match pour la 3e place  | 2 |  |                         |                         |
|  | Portugal                | 0                  | 19 août, Belo Horizonte | 19 août, Belo Horizonte |                         |                         | 2 |  |                         |                         |
|  | Portugal                | 0                  | 19 août, Belo Horizonte | 19 août, Belo Horizonte |                         |                         |   |  |                         |                         |
|  | Allemagne               | 4                  |                         | Honduras                | 2                       |                         |   |  |                         |                         |
|  | Allemagne               | 4                  |                         | Honduras                | 2                       |                         |   |  |                         |                         |
|  |                         |                    |                         |                         |                         |                         |   |  | Nigeria                 | 3                       |
|  |                         |                    |                         |                         |                         |                         |   |  | Nigeria                 | 3                       |

### Quarts de finale
| Match 25                       | Portugal | 0 - 4   | Allemagne                                                                  | Estádio Nacional, Brasilia |  |
| 13 août 2016 13h00 (UTC−03:00) |          | (0 - 1) | 46e Serge Gnabry · 57e Matthias Ginter · 75e Davie Selke · 87e Philipp Max |                            |  |

| Match 26                       | Nigeria                             | 2 - 0   | Danemark | Itaipava Arena Fonte Nova, Salvador |  |
| 13 août 2016 16h00 (UTC−03:00) | John Obi Mikel 16e · Aminu Umar 59e | (1 - 0) |          |                                     |  |

| Match 27                       | Corée du Sud | 0 - 1   | Honduras         | Mineirão, Belo Horizonte |  |
| 13 août 2016 19h00 (UTC−03:00) |              | (0 - 0) | 60e Alberth Elis |                          |  |

| Match 28                       | Brésil                | 2 - 0   | Colombie | Arena Corinthians, São Paulo |  |
| 13 août 2016 22h00 (UTC−03:00) | Neymar 12e · Luan 83e | (1 - 0) |          |                              |  |

### Demi-finales
| Match 23                       | Allemagne                                | 2 - 0   | Nigeria | Stade Maracanã, Rio de Janeiro |  |
| 17 août 2016 16h00 (UTC−03:00) | Lukas Klostermann 9e · Nils Petersen 89e | (1 - 0) |         |                                |  |

| Match 24                       | Honduras | 0 - 6   | Brésil                                                                    | Arena Corinthians, São Paulo |  |
| 17 août 2016 13h00 (UTC−03:00) |          | (0 - 3) | 1re 90e Neymar · 26e 35e Gabriel Jesus · 51e Marquinhos · 79e Luan Garcia |                              |  |

### Match pour la médaille de bronze
| Match 25                       | Honduras                                 | 2 - 3   | Nigeria                             | Mineirão, Belo Horizonte |  |
| 20 août 2016 13h00 (UTC−03:00) | Anthony Lozano 71e · Marcelo Pereira 86e | (0 - 1) | 34e 56e Umar Sadiq · 49e Aminu Umar |                          |  |

### Finale
| Match 26                       | Brésil                                                | 1 - 1 a. p.           | Allemagne                                  | Stade Maracanã, Rio de Janeiro                   |                                                  |
| 20 août 2016 17h30 (UTC−03:00) | Neymar 27e                                            | (1 - 0, 1 - 1, 1 - 1) | 59e Max Meyer                              | Spectateurs : 63 707 Arbitrage : Alireza Faghani | Spectateurs : 63 707 Arbitrage : Alireza Faghani |
| 20 août 2016 17h30 (UTC−03:00) | Rapport                                               |                       |                                            | Spectateurs : 63 707 Arbitrage : Alireza Faghani | Spectateurs : 63 707 Arbitrage : Alireza Faghani |
| 20 août 2016 17h30 (UTC−03:00) | Renato Augusto · Marquinhos · Rafinha · Luan · Neymar | Tirs au but 5 - 4     | Ginter · Gnabry · Brandt · Süle · Petersen | Spectateurs : 63 707 Arbitrage : Alireza Faghani | Spectateurs : 63 707 Arbitrage : Alireza Faghani |

### Podium
| Épreuve          | Or | Argent | Bronze |
| ---------------- | --- | --- | --- |
| Tournoi masculin | Brésil · Felipe Anderson · Renato Augusto · Rodrigo Caio · Rodrigo Dourado · Gabriel · Luan Garcia · Gabriel Jesus · Luan · Thiago Maia · Marquinhos · Neymar · Rafinha · Douglas Santos · Weverton · William · Uilson · Walace · Zeca | Allemagne · Robert Bauer · Lars Bender · Sven Bender · Julian Brandt · Max Christiansen · Matthias Ginter · Leon Goretzka · Serge Gnabry · Timo Horn · Jannik Huth · Lukas Klostermann · Philipp Max · Max Meyer · Nils Petersen · Grischa Prömel · Davie Selke · Niklas Süle · Jeremy Toljan | Nigeria · Junior Ajayi · Daniel Akpeyi · Stanley Amuzie · Okechukwu Azubuike · Emmanuel Daniel · Saturday Erimuya · Oghenekaro Etebo · Imoh Ezekiel · Kingsley Madu · John Obi Mikel · Usman Mohammed · Popoola Saliu · Abdullahi Shehu · Muenfuh Sincere · William Troost-Ekong · Ndifreke Udo · Aminu Umar · Sadiq Umar |